# Cho Gue-sung
Cho Gue-sung, né le 25 janvier 1998 à Ansan en Corée du Sud, est un footballeur international sud-coréen. Il évolue au poste d'avant-centre au FC Midtjylland.

## Biographie

### En club
Né à Ansan en Corée du Sud, Cho Gue-sung commence sa carrière au FC Anyang (en), qu'il rejoint en janvier 2019. Le club évolue alors en K League 2, la deuxième division sud-coréenne, lorsqu'il joue son premier match en professionnel le 2 mars 2019, lors de la première journée de la saison 2019, contre Busan IPark. Il est titularisé et son équipe l'emporte (4-1).
Cho rejoint le Jeonbuk Hyundai Motors en janvier 2020. Il découvre alors la K League 1, la première division sud-coréenne. Il joue son premier match dans cette compétition le 8 mai 2020 face au Suwon Samsung Bluewings, lors de la première journée de la saison 2020. Il est titularisé et son équipe s'impose par un but à zéro.
Il est ensuite prêté au Gimcheon Sangmu, qui évolue alors en K League 2. Il poursuit son aventure avec ce club en 2022, où le club est promu en première division. Il se fait alors remarquer en inscrivant 13 buts et délivrant quatre passes décisives en 23 matchs de championnat, avant de faire son retour au Jeonbuk Hyundai Motors en septembre 2022.
Cho Gue-sung fait ensuite son retour au Jeonbuk Hyundai Motors. Il se fait remarquer le 23 octobre 2022 en réalisant un doublé face au Incheon United. Il permet ainsi à son équipe de s'imposer par deux buts à un.
Le 11 juillet 2023, Cho Gue-sung rejoint le Danemark afin de s'engager en faveur du FC Midtjylland. Il signe un contrat de cinq ans, soit jusqu'en juin 2028.
Il se fait remarquer dès son premier match avec le FCM, le 21 juillet 2023, lors de la première journée de la saison 2023-2024 de Superligaen face au Vejle BK, en marquant son premier but. Titulaire, il donne la victoire à son équipe en étant le seul buteur de la partie,. Cho réalise son premier doublé le 4 décembre 2023, lors du derby en championnat face au Viborg FF. Titulaire, il participe à la victoire des siens par cinq buts à un.

### En sélection
Cho Gue-sung représente l'équipe de Corée du Sud des moins de 23 ans. Son but lors de sa première apparition, le 12 janvier 2020 contre l'Iran (victoire 1-2 des sud-coréens) est élu but de l'année aux KFA Awards.
Le 7 septembre 2021, Cho Gue-sung honore sa première sélection avec l'équipe nationale de Corée du Sud, face au Liban. Il est titularisé lors de cette rencontre avant d'être remplacé par Hwang Ui-jo. Son équipe l'emporte par un but à zéro ce jour-là. Il inscrit son premier but en sélection le 15 janvier 2022, à l'occasion d'un match amical contre l'Islande, où il est titularisé. La Corée du Sud l'emporte par cinq buts à un ce jour-là.
Le 12 novembre 2022, il est sélectionné par Paulo Bento pour participer à la Coupe du monde 2022. Lors de la seconde journée de groupe face au Ghana, il inscrit un doublé mais ne peut empêcher la défaite de son équipe (3-2 score final).

## Palmarès

### Palmarès en club
| Jeonbuk Motors (3) | Gimcheon Sangmu (1)                             | FC Midtjylland (1)                          |
| --- | ----------------------------------------------- | ------------------------------------------- |
| - Championnat de Corée du Sud - Champion : 2020 - Vice-champion : 2022 - Coupe de Corée du Sud - Vainqueur : 2020 et 2022 | - Champion D2 de Corée du Sud - Champion : 2021 | - Championnat du Danemark - Champion : 2024 |

### Distinctions individuelles
Il est meilleur buteur du championnat de Corée du sud en 2022 avec 17 buts.